# Junonia isocratia
Junonia isocratia är en fjärilsart som beskrevs av Jacob Hübner 1816. Junonia isocratia ingår i släktet Junonia och familjen praktfjärilar. Inga underarter finns listade i Catalogue of Life.